# يوهان نيبوموك هامل
يوهان هامل (بالإنجليزية: Johann Hummel)‏ (و. 14 نوفمبر 1778 – ت. 17 أكتوبر 1837) هو مؤلف موسيقي نمساوي وعازف بيانو ماهر. تعكس موسيقاه الانتقال من العصر الكلاسيكي إلى العصر الرومانسي

## حياته
مشوار هاميل الفني له عدة توازيات مع معاصره الأكبر سنا بيتهوفن كلاهما درس مع العديد من نفس المدرسين (بمن فيهم سالييري وهايدن) وكلاهما طور مشوارا فنيا كعازفين ماهرين. لكن في حين كان بيتهوفن مبتكر جرئ، كمؤلف وعازف، كان هامل محافظا في الأساس وهو سبب صعوبة علاقته مع بيتهوفن لحد ما وسبب تجاهل موسيقاه في الأساس منذ وفاته. هذا كان لسوء الحظ بما أنه في أفضل حالاته خاصة عند الكتابة للبيانو كان مؤلف يتميز بالأناقة والسحر مع سهولة خاصة لإنتاج ألحان مزخرفة وغنائية منسوجة مع ألحان مصاحبة خفيفة ورقيقة. كان متزوج من مغنبة الأوبرا إليزابيث ريوكيل، التي حسب بعض المصادر خصيصا لأجلها كتب بيتهوفن معزفته الشهيرة من أجل إليزة.
بدأ هاميل مشواره الفني كطفل موهوب، وهو أمر مبهر بما يكفي ليتلقى دروسا مجانية من موتسارت. ومثل موتسارت وجهه والده الطموح في جولات حول أوروبا وخلال رحلة لإنجلترا عام 1790 تعرف على هايدن خلاله حصل لاحقا على منصب قائد فرقة في بلاط الأمير نيكولاس إسترهازي (كان هايدن ما زال قائد الاوركسترا لدى الأمير كلقب وإن لم يكن كممارسة). الوقت الذي قضاه هاميل هناك لم يكن ناجحا بشكل خاص، لكنه ظل في البلاط حتى 1811 حيث عاد لفيينا. بعد ذلك تراوحت مهنته بين مؤلف (قائد الفرقة للدوقة الكبرى لوايمار من 1819 حتى وفاته) وكعازف بيانو في الحفلات. عزفه للبيانو لخص الأسلوب الفنياوي الكلاسيكي ووصفه سزيرني أنجح طالب بيانو لدى بيتهوفن بأنه يتميز بصفات «النظافة الحديثة والوضوح والأناقة الرشيقة والرقة». كان أسلوب جعل هاميل، أثناء فترة 1820 أحد أشهر العازفين في أوروبا لكن العقد التالي حل محله أكثر عزف تعبيري شغوف لعازفي البيانو الرومانسيين أمثال شوبان وليست.

## أعماله

### الكونشرتات
"كونشرتو الترومبت” أكثر عمل مسجل لهامل، جزئيا لأن عازفي الترومبت لديهم برنامج حفلات محدود حتى أنهم يقبلون بامتنان أي مقطوعة مهذبة تصل لطريقهم. مع قول هذا، كان أحد أكثر الكونشرتات الحيوية للآلة، مع حركة بطيئة أليمة غنائيا وحركة أخيرة تتطلب مهارة في العزف. حتى أفضل من هذا الكونشرتات التي كتبها هامل لآلته وهي البيانو. هذه أعمال استعراضية كتبت لتستعرض مهارات هامل في عزف البيانو خاصة قدرته على عزف ألحان طويلة مزخرفة بشدة. قد لا تكون شاعرية كعملي كونشرتو لشوبان (حيث بذل جهدا كبيرا جدا) لكنه موزع بشكل أفضل والأعمال المتفائلة أكثر التي تغفل على مدار السنوات يصعب فهمها.

### موسيقى البيانو
بوصفه أشهر عازف بيانو في أول عقدين في القرن التاسع عشر، ألف هامل مجموعة كبيرة من أعمال البيانو لاستخدامه الخاص، حيث يتراوح من المقطوعات الاستعراضية إلى سوناتات البيانو الأهم. الأخيرة تحوي أفضل ما لديه وفي حين تكشف عن وعي هامل بما ينويه المؤلفون الآخرون، صوت فردي واضح قوي. اللحن الافتتاحي للسوناتا في مقام فا الصغير لسنة 1807 مثلا من الواضح أنه متأثرا بأسلوب موتسارت لكن باقي الحركة فيها حرية تعبير غير كلاسيكية. هذا أيضا أكثر تميزا في السوناتات اللاحقة التي تتميز بمهارتها وطابعها الدرامي. العمل العظيم السوناتا في مقام لا دييز الصغير (1819) لها قوة تليق بيتهوفن رغم أنها تفتقر إلى الابتكار في حين الزخرفة الواضحة للحن الغنائي للحركة الغنائي كانت سابقة أسلوبية التي طورها شوبان سريعا.

## وصلات خارجية
- يوهان نيبوموك هامل على موقع IMDb (الإنجليزية)
- يوهان نيبوموك هامل على موقع الموسوعة البريطانية (الإنجليزية)
- يوهان نيبوموك هامل على موقع ميوزك برينز (الإنجليزية)
- يوهان نيبوموك هامل على موقع ديسكوغز (الإنجليزية)